# چکاوک مالابار
چکاوک مالابار (نام علمی: Galerida malabarica) نام یک گونه از سرده چکاوک‌های کاکلی است.